# Leslie Laing
Leslie Alphonso (Les) Laing (Linstead, 19 februari 1925 – Clermont, 7 februari 2021), was een Jamaicaans atleet.

## Biografie
Laing was tijdens de olympische finale van de 4x400meter in 1948 de tweede loper en gaf in een kansrijke positie het stokje over aan Arthur Wint. Door een spierverrekking kwam Wint ten val en daardoor moest de Jamaicaanse ploeg de wedstrijd staken.
Vier jaar later won Laing de olympische gouden medaille op de 4x400 meter in een wereldrecord van 3:03,9 minuten.

## Persoonlijke records
| Onderdeel | Prestatie | Datum |
| --------- | --------- | ----- |
| 100 m     | 10,66 s   | 1954  |
| 200 m     | 21,2 s    | 1954  |
| 400 m     | 47,5 s    | 1952  |

## Palmares

### 100m
- 1948: Series OS - 11,0

### 200m
- 1948: 6e OS - 21,8
- 1952: 5e OS - 21,2

### 4x400m estafette
- 1948: Finale OS - uitgevallen
- 1952:  OS - 3.03,9